# وروار قوس قزح
وروار قوس قزح (الاسم العلمي: Merops ornatus) هو نوع من الطيور يتبع جنس الوروار من فصيلة الوروارية.